# Леонора Ависская
Леонора Ависская, также Леонора де Визеу (порт. Leonor de Avis; 2 мая 1458, Бежа — 17 ноября 1525, Лиссабон) — королева-консорт Португалии с 1481 по 1495 год, из Ависской династии.

## Биография
Леонора была дочерью Фернандуша Португальского, герцога Визеу, сына короля Португалии Дуарте I. Мать её, Беатрис, была португальской принцессой, внучкой короля Жуана I. В 1471 году Леонора выходит замуж за короля Жуана II. Таким образом, супруг Леоноры был с отцовской стороны её двоюродным братом, а по материнской — троюродным.
Согласно традиции, королева Леонора считается основательницей португальского города Калдаш-да-Раинья. В 1484 году, во время путешествия из Обидуша в Баталью, королева встретила группу крестьян, мывшихся в грязной, вонючей луже возле дороги. Удивлённой королеве местные жители объяснили, что эта лужа образовалась из вод горячего источника, обладающего целебными свойствами. После того, как Леонора сама несколько раз приняла ванну из воды этого источника, она почувствовала необыкновенный прилив сил, после чего распорядилась воздвигнуть на его месте купальную станцию. Строительство началось в 1485 году и было окончательно завершено в 1496—1497 годах, однако станция была открыта уже в 1488 году. Вскоре вокруг «горячих минеральных ключей королевы» (как переводится Калдаш-да-Раинья) образовалось поселение, ставшее со временем центром нового города.

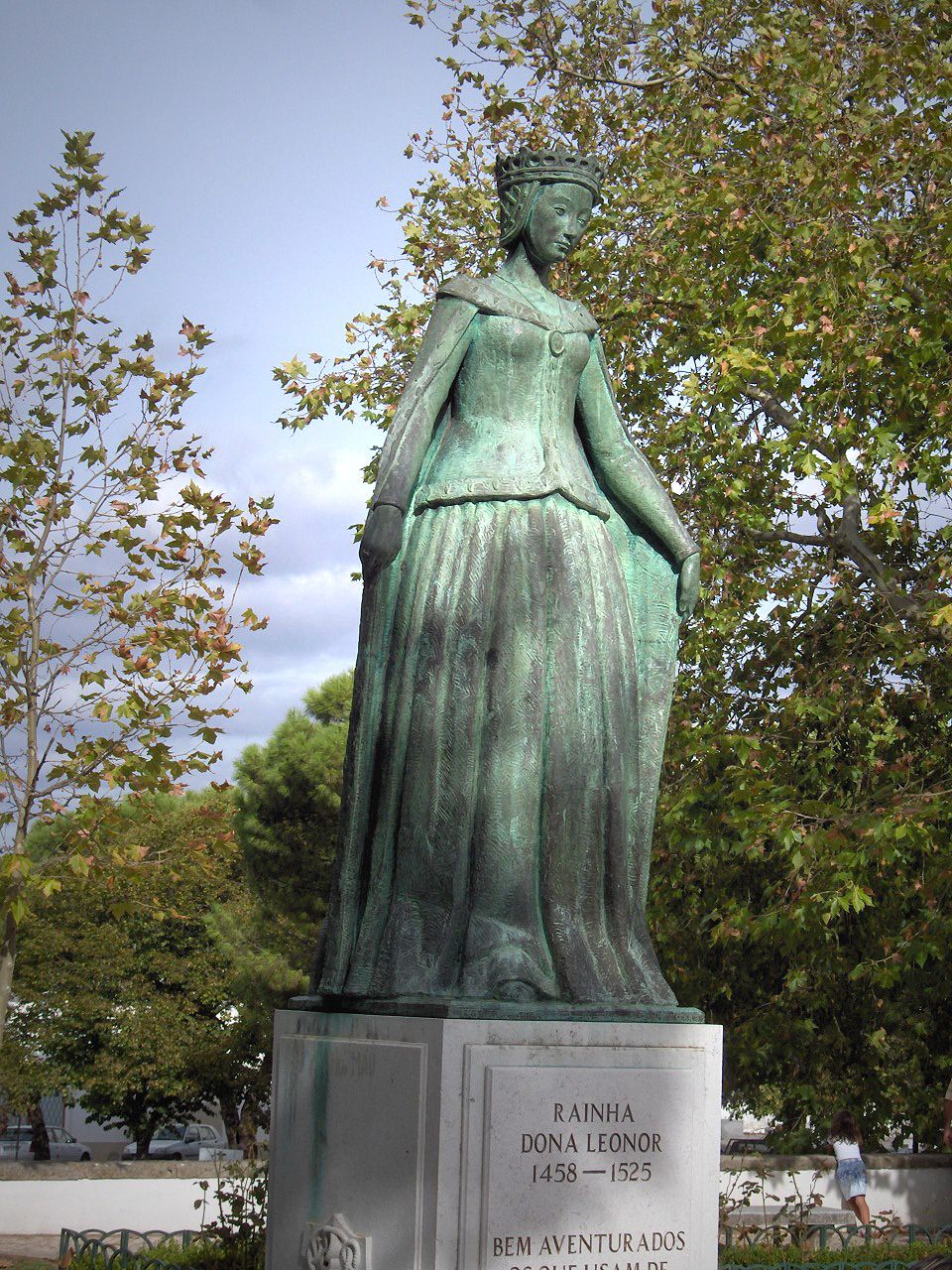
Памятник королеве Леоноре в её родном городе Бежа

В браке с Жуаном II Леонора Авильская родила двух сыновей, один из которых умер в младенчестве. Второй мальчик, наследник престола, погиб в результате несчастного случая. Благодаря своему влиянию на короля, Леонора сумела убедить Жуана II объявить наследником португальской короны не его внебрачного сына Жорже, герцога Коимбрского (как король планировал), а брата Леоноры Мануэла (будущего короля Мануэла I), ближайшего «законного» родственника Жуана мужского пола.
Леонора Ависская обладала твёрдым характером и сильной волей, была религиозна, покровительствовала монастырям и искусствам.